# Cantón Piacoa
El cantón Piacoa o cantón del Bajo Orinoco es el nombre que recibe una antigua división administrativa de la provincia de Guayana en Venezuela que ocupa el territorio de los actuales Estado Delta Amacuro y el norte de la Guayana Esequiba, hoy administrado por Guyana que lo organizó como la región de Barima-Waini y Pomerón-Supenaam.

## Historia
El cantón Piacoa es uno de los que precedió al Territorio Federal Delta Amacuro que solo se convertiría en estado en la década de 1990 del siglo XX. Aparece como uno de los cinco cantones que conformaban la provincia de Guayana ya desde de 1830 junto con Angostura, Upata, Caicara y San Fernando de Atabapo. El cantón Piacoa tenía cinco parroquias: Piacoa, Santa Catalina, Sacupana, Pedernales, Guayana La Vieja y Pugas.
La Ley de división territorial de 1856 coloco a Piacoa bajo el control de la provincia de Guayana como parte del cantón Héres que componía de las parroquias Ciudad Bolívar, Panapana, Barcelonesa, Aripao, Borbón, Moitaco, La Piedra, Puruey, Antigua Guayana, Piacoa y Curiapo; su cabecera era Ciudad Bolívar.
Según relata Agustín Codazzi en 1841 en el cantón vivían al menos dos tribus indígenas, los Guaicas y los Guaraúnos, estos últimos en las orillas de los ríos Barima y Amacuro.